# Comuna Pervomaisc, Căușeni
Comuna Pervomaisc este o comună din raionul Căușeni, Republica Moldova. Este formată din satele Pervomaisc (sat-reședință) și Constantinovca.

## Demografie
Conform datelor recensământului din 2014, comuna are o populație de 1.306 locuitori. La recensământul din 2004 erau 1.439 de locuitori.

## Administrație și politică
Componența Consiliului local Pervomaisc (9 consilieri), ales la 5 noiembrie 2023, este următoarea:
|  | Partid                                       | Consilieri | Componență | Componență | Componență | Componență | Componență | Componență | Componență |
|  | -------------------------------------------- | ---------- | ---------- | ---------- | ---------- | ---------- | ---------- | ---------- | ---------- |
|  | Partidul Socialiștilor din Republica Moldova | 7          |            |            |            |            |            |            |            |
|  | Partidul Comuniștilor din Republica Moldova  | 2          |            |            |            |            |            |            |            |